# Монмельян
Монмельян (фр. Montmélian) — коммуна во Франции, департамент Савойя, регион Рона — Альпы. Является центром кантона Монмельян. Округ коммуны — Шамбери. Код INSEE коммуны — 73171. Мэр коммуны — Беатрис Сантэ, мандат действует на протяжении 2014—2020 гг.
В городе родились графы Савойи Амадей IV, Томас II.

## География
Монмельян находится в 10 км от Шамбери. Коммуна граничит с Ла Тюилем, Арбеном, Сент-Элен-дю-Лаком и Франсеном. Населённый пункт находится на высоте от 256 до 1200 метров над уровнем моря.

## Климат
В городе климат умеренно тёплый. 
| Показатель              | Янв. | Фев. | Март | Апр. | Май  | Июнь | Июль | Авг. | Сен. | Окт. | Нояб. | Дек. | Год  |
| ----------------------- | ---- | ---- | ---- | ---- | ---- | ---- | ---- | ---- | ---- | ---- | ----- | ---- | ---- |
| Средняя температура, °C | 1,4  | 3,2  | 7,4  | 10,8 | 14,7 | 18,2 | 20,3 | 19,6 | 16,9 | 11,6 | 6,6   | 2,1  | 11,1 |
| Норма осадков, мм       | 60   | 67   | 71   | 66   | 77   | 76   | 56   | 75   | 78   | 74   | 88    | 67   | 855  |
| Источник: Climate Data  |      |      |      |      |      |      |      |      |      |      |       |      |      |

## Население
В коммуне в 2011 году проживало 4015 человек, из них 18,7 % младше 14 лет, 20,6 % — от 15 до 29 лет, 20,4 % — от 30 до 44, 17,8 % — от 45 до 59 лет, 22,5 % старше 60. В коммуне 1095 семей (16,5 % неполных семей).
Средний декларируемый годовой доход в коммуне: 19 995 евро. 1,0 % населения заняты в сфере сельского хозяйства, 8,0 % — в индустрии, 69,2 % — в сфере услуг (включая строительство).
Динамика населения согласно INSEE:
| Население коммуны в XIX—XXI веках |
| --------------------------------- |
|                                   |